# Bitwa pod Glinianką

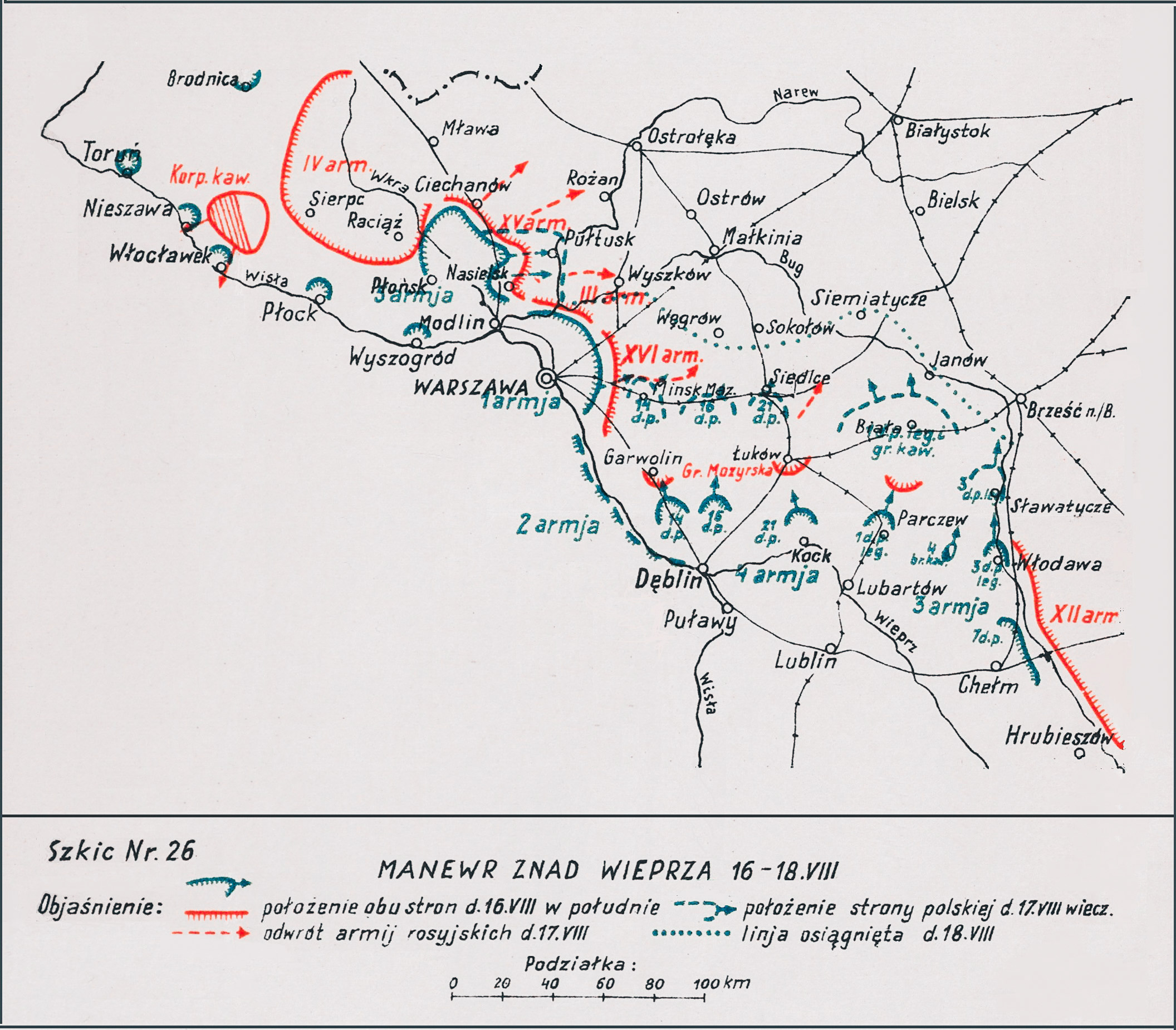
Adam Przybylski
Wojna Polska 1918–1921

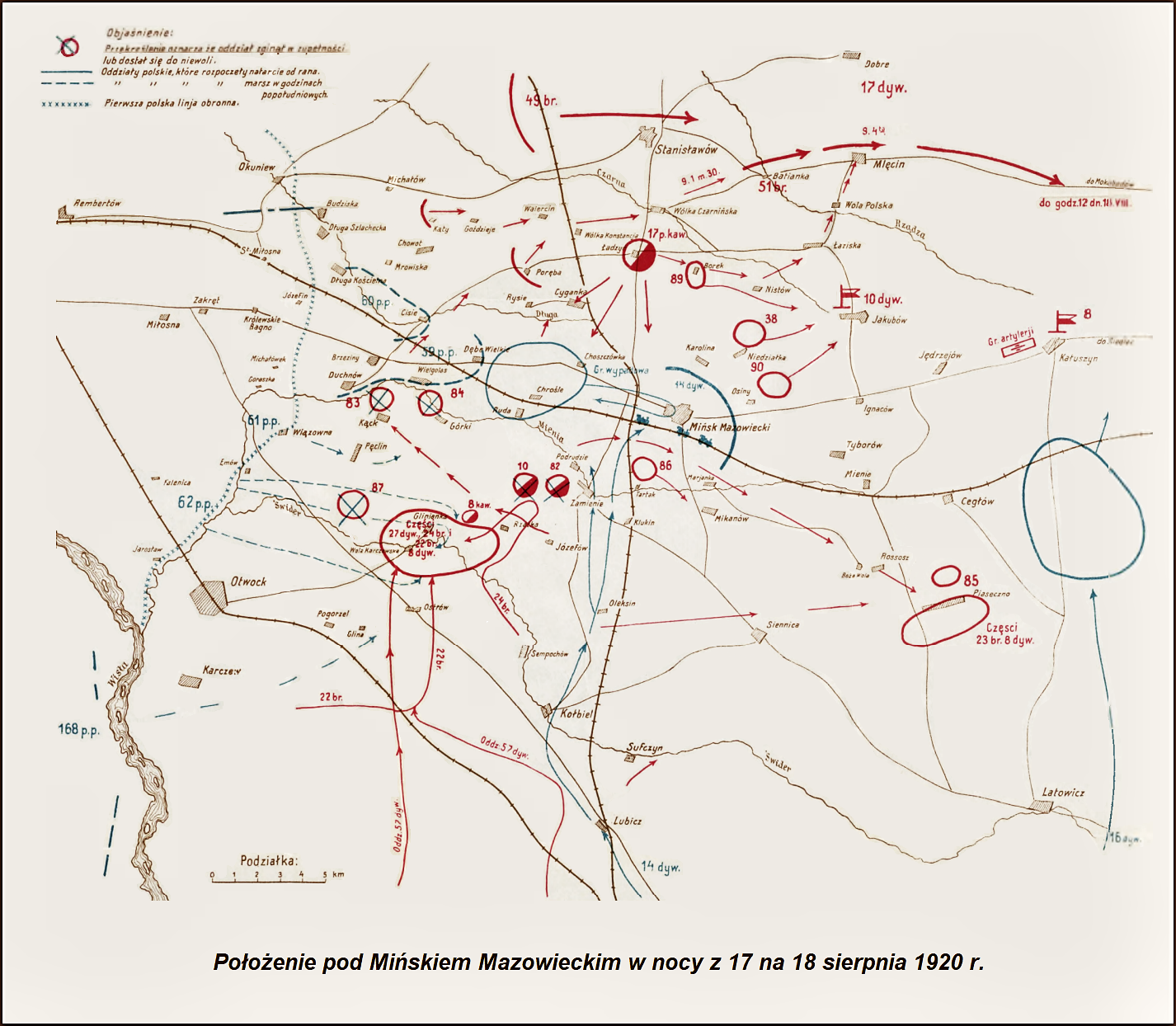
Edward Perkowicz, Bitwa pod Warszawą w sierpniu 1920 i jej kryzys

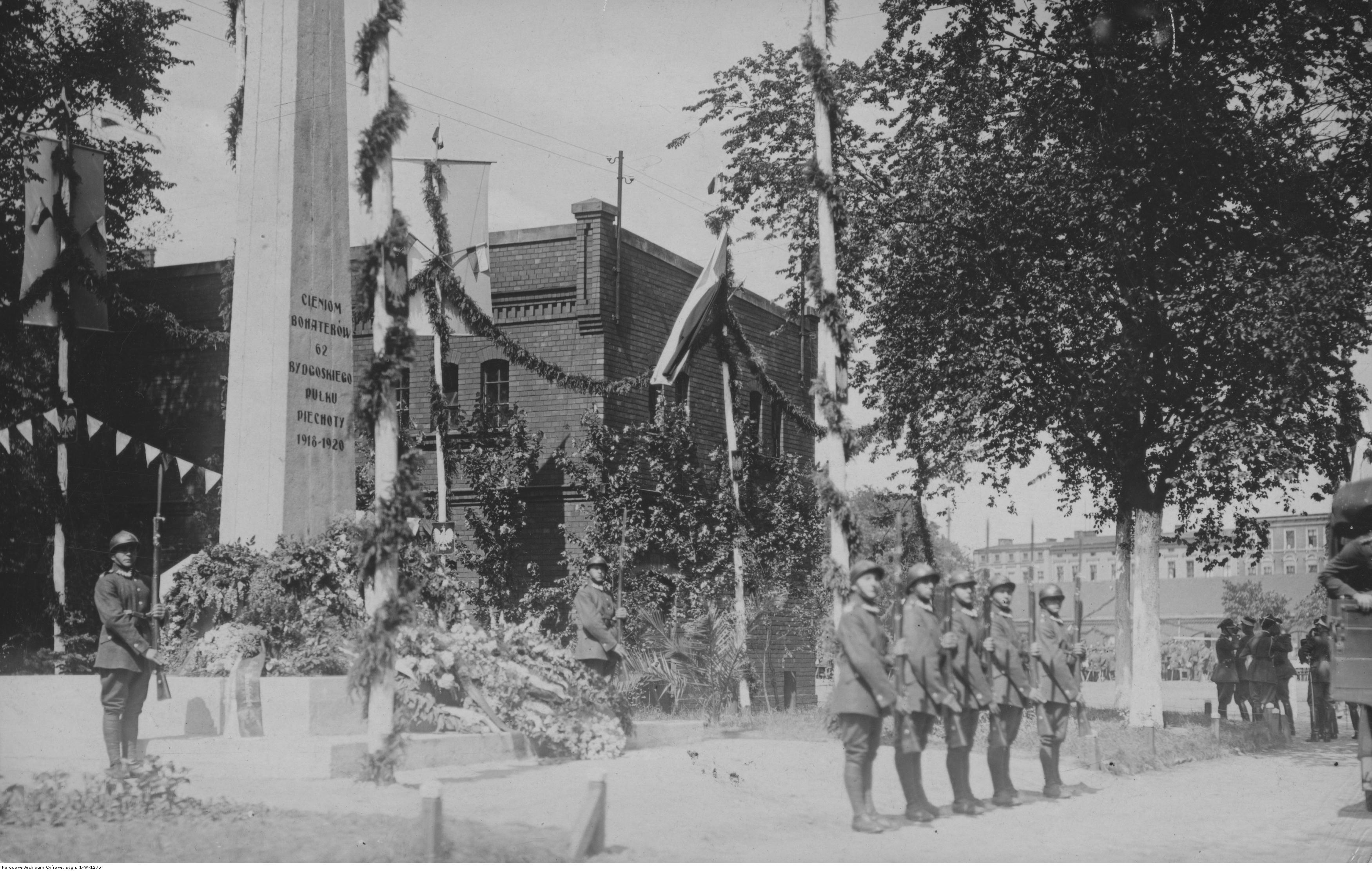
Odsłonięcie pomnika ku czci poległych żołnierzy 62 pp w Bydgoszczy; 1929.

Bitwa pod Glinianką – walki polskiego 62 pułku piechoty ppłk. Władysława Grabowskiego z pododdziałami sowieckich 8., 10. i 17 Dywizji Strzelców w czasie pościgu prowadzonego w ramach operacji warszawskiej.

## Sytuacja ogólna
4 lipca 1920 ruszyła II ofensywa sowieckiego Frontu Zachodniego pod hasłem: Na zachodzie ważą się losy wszechświatowej rewolucji – po trupie Polski wiedzie droga do wszechświatowego pożaru... Na Wilno – Mińsk – Warszawę – marsz!. W pierwszej dekadzie lipca przełamany został front polski nad Autą, a wojska Frontu Północno-Wschodniego gen. Stanisława Szeptyckiego cofały się pod naporem ofensywy czerwonoarmistów Michaiła Tuchaczewskiego.
Kolejne próby zatrzymania wojsk sowieckich prących na zachód nie przynosiły spodziewanych rezultatów. Obchodzący ugrupowanie obronne od północy III Korpus Kawalerii Gaja wymuszał dalszy odwrót wojsk polskich. Tempo natarcia wojsk sowieckich, jak na owe czasy, wydawało się oszałamiające i wynosiło ok. 20–30 km na dobę.
Wojsko Polskie traciło kolejno „linię dawnych okopów niemieckich”, linię Niemna i Szczary, czy wreszcie linię Bugu. Wojska polskie cofały się nadal, a kolejną naturalną przeszkodą terenową dogodną do powstrzymania sowieckiej ofensywy była Wisła. W godzinach wieczornych 6 sierpnia Naczelne Dowództwo Wojska Polskiego wydało rozkaz do przegrupowania i reorganizacji wojsk.
16 sierpnia ruszyła kontrofensywa znad Wieprza. Zmieniło to radykalnie losy wojny. Od tego momentu Wojsko Polskie było w permanentnej ofensywie.
15 Dywizja Piechoty gen. Władysława Junga uderzyła z położenia obronnego na przedmościu warszawskim.

## Walczące wojska
| Jednostka                       | Dowódca                   | Podporządkowanie |
| Wojsko Polskie                  |                           |                  |
| 15 Dywizja Piechoty             | gen. Władysław Jung       | 1 Armia          |
| ⇒ 62 pułk piechoty              | ppłk Władysław Grabowski  | 15 DP            |
| → I/62 pułku piechoty           | por. Teofil Lorek         | 62 pp            |
| — 3/62 pułku piechoty           |                           | 62 pp            |
| — 4/62 pułku piechoty           | sierż. Michał Nowak       | 62 pp            |
| → II/62 pułku piechoty          |                           | 62 pp            |
| → III/62 pułku piechoty         | por. Kazimierz Szcześniak | 62 pp            |
| → 5/15 pułku artylerii polowej  | ppor. Stefan Eitner       |                  |
| Armia Czerwona                  |                           |                  |
| ⇒ pododdz. 8 Dywizji Strzelców  |                           | 16 Armia         |
| ⇒ pododdz. 10 Dywizji Strzelców |                           |                  |
| ⇒ pododdz. 17 Dywizji Strzelców |                           |                  |

## Walki pod Glinianką
17 sierpnia dowódca 15 Dywizji Piechoty gen. Władysław Jung postawił zadanie, by 62 pułk piechoty wzmocniony 5 baterią 15 pułku artylerii polowej przegrupował się do Glinianki. Maszerujący w awangardzie I batalion por. Teofila Lorka osiągnął wieczorem Gliniankę. Jego 3 kompania zorganizowała ubezpieczenie postoju, a reszta batalionu zajęła kwatery w wiosce. Około 22.00 wieś zaatakowały, wycofujące się spod Warszawy, silne oddziały sowieckie. Zaskoczony batalion został wyparty z Glinianki, utracił cały tabor i dwa ckm-y.
Po uporządkowaniu pododdziałów dowódca I batalionu wyprowadził kontratak i odbił wioskę. Podczas szturmu poległ sierżant Jan Koper i 4 szeregowców. Godzinę później z dworu Glinianka wyszedł kolejny sowiecki atak i Polacy ponownie zostali wyparci z wioski. Porucznik Lorek obsadził 4 kompanią sierż. Michała Nowaka drogi prowadzące z Glinianki na wschód, a sam z resztą batalionu postanowił obejść wieś od południa i dołączyć do głównych sił pułku. Pod Glinianką pozostała także grupa piechurów z różnych pododdziałów. Oddział ten z własnej inicjatywy zajął stanowiska na północ od Glinianki i stąd ostrzeliwał nieprzyjaciela ogniem broni maszynowej. W tym czasie II i III batalion 62 pp zostały zatrzymane ogniem prowadzonym z dworu Glinianka. Dowódca 62 pp ppłk Władysław Grabowski wydał rozkaz natychmiastowego uderzenia na Gliniankę III batalionem i dwoma kompaniami II batalionu. Wzmocnił też swój I batalion oddziałem zwiadowców. W Woli Karczewskiej batalion por. Lorka zaatakował napotkany oddział sowieckiej kawalerii, rozproszył go i zadał mu poważne straty.
O świcie 18 sierpnia wieś i dwór Glinianka od zachodu zaatakowały siły główne 62 pułku piechoty. Atak poprzedziła nawała ogniowa dziewiętnastu ckm i 5 baterii 15 pułku artylerii polowej kierowana przez podporucznika Stefana Eitnera. W pierwszym rzucie uderzył III batalion porucznika Kazimierza Szcześniaka. Wykorzystując zamieszanie w szeregach nieprzyjaciela, dowódca I/62 pp por. Lorek uderzył na dwór od południa. Zaatakowani z dwóch stron Sowieci stawili słaby opór, a gdy w walce na bagnety Polacy zdobyli dwór i stojącą obok baterię, zaczęli masowo rzucać broń. Ubezpieczająca atak 4 kompania dopełniła okrążenia i z worka zdołały wydostać się nieliczne grupki czerwonoarmistów.

## Bilans walk
W ataku na dwór Glinianka 62 pułk piechoty wziął 783 jeńców, 4 działa i 27 ckm oraz kilkaset wozów taborowych, a 61 pułkowi piechoty przekazano około 600 jeńców. Jeńcy pochodzili z 8., 10. i 57 Dywizji Strzelców.
W walkach pod Glinianką Polacy stracili około 90 poległych i rannych, z tego w 4 kompanii aż 52.